# Маленькие пташки (сериал)
«Маленькие пташки» (англ. Little Birds) — британский драматический телесериал по одноимённому сборнику рассказов писательницы Анаис Нин, который вышел на экраны 4 августа 2020 года.

## Сюжет
Литературной основой телесериала стал одноимённый сборник эротических рассказов Анаис Нин. Действие происходит в 1950-е годы в Танжере, накануне ликвидации международной зоны. Главные героини — две молодые женщины, которые стремятся к счастью.

## В ролях
- Джуно Темпл — Люси Савадж Кавендиш-Смит
- Рафаэль Аклок — Адам Абаза
- Юна Марван — Шерифа Ламур
- Хью Скиннер — Хьюго Кавендиш-Смит
- Росси де Пальма — графиня Мандракс
- Нина Сосанья — Лили фон Икс
- Мэтт Лауриа — Билл
- Эми Ландекер — Ванесса Савадж
- Жан-Марк Барр — Пьер Ваней
- Дэвид Костабайл — Грант Савадж

## Создание и оценки
О начале работы над проектом стало известно в феврале 2019 года. Съёмки проходили в Южной Испании и в британском Манчестере с марта по июнь того же года. Премьерный показ сериала прошёл с 4 августа по 1 сентября 2020 года.
Сериал получил противоречивые отзывы. Критики отмечают качественную визуальную составляющую, но при этом констатируют, что вместо обещанной зрителю эротической драмы у авторов «Маленьких пташек» получилось политическое высказывание и что персонажи оказались недостаточно проработанными.